# Kajen 7
Kajen 7 ou K7 est un immeuble résidentiel situé dans le quartier de  Liljeholmen à Stockholm en Suède.

## Description
K7 est un immeuble situé au 87 Sjöviksvägen à Årstadalshamnen. 
Un immeuble de grande hauteur et un immeuble plus bas ont été construits entre 2019 et 2022. 
Le bâtiment a été conçu par Erséus Arkitekter (sv) pour le compte du propriétaire et maître d'ouvrage JM (sv).
Le plan détaillé du K7 (propriété Lagringen 3) a pris force de loi en février 2014. 
Erséus Arkitekter était responsable de la conception architecturale.
La cérémonie d'inauguration des travaux a eu lieu au printemps 2019 et les premiers travaux de coulée du sous-sol ont commencé en novembre de la même année.
K7 se compose d'une partie basse et d'une partie haute autour d'une cour qui s'ouvre au nord et sur la baie d' Årstaviken. La partie basse a une hauteur maximale de 30 mètres au-dessus du niveau du sol et la partie haute de 80 mètres, ce qui correspond respectivement à six étages et 24 étages au-dessus du sol.
K7 est le quartier des quais le plus à l'est qui se situe au point de rencontre des deux principales directions et structures résidentielles de la zone : à l'ouest, Liljeholmskajen avec les autres quartiers des quais et leurs tours et à l'est Brohuset et les ponts d'Årsta. 
En direction de Sjöviksvägen, un portail haut de six étages s'ouvre sur la cour intérieure de la partie basse.
K7 abrite un total de 184 appartements occupés par leur propriétaire avec 1 à 5 pièces et une cuisine. Une salle commune avec un toit-terrasse se trouve au sommet de la tour. Les balcons sont intégrés aux volumes du bâtiment. L'ensemble du K7 a reçu une palette de couleurs uniforme en rouge rouille grâce au revêtement de façade composé de plaques d'acier corten et de briques rouge foncé.
K7 est, avec Kajen 4, Kajen 5 et Kajplats 6, l'un des quatre gratte-ciels résidentiels du projet Liljeholmskajen (sv).

## Galerie

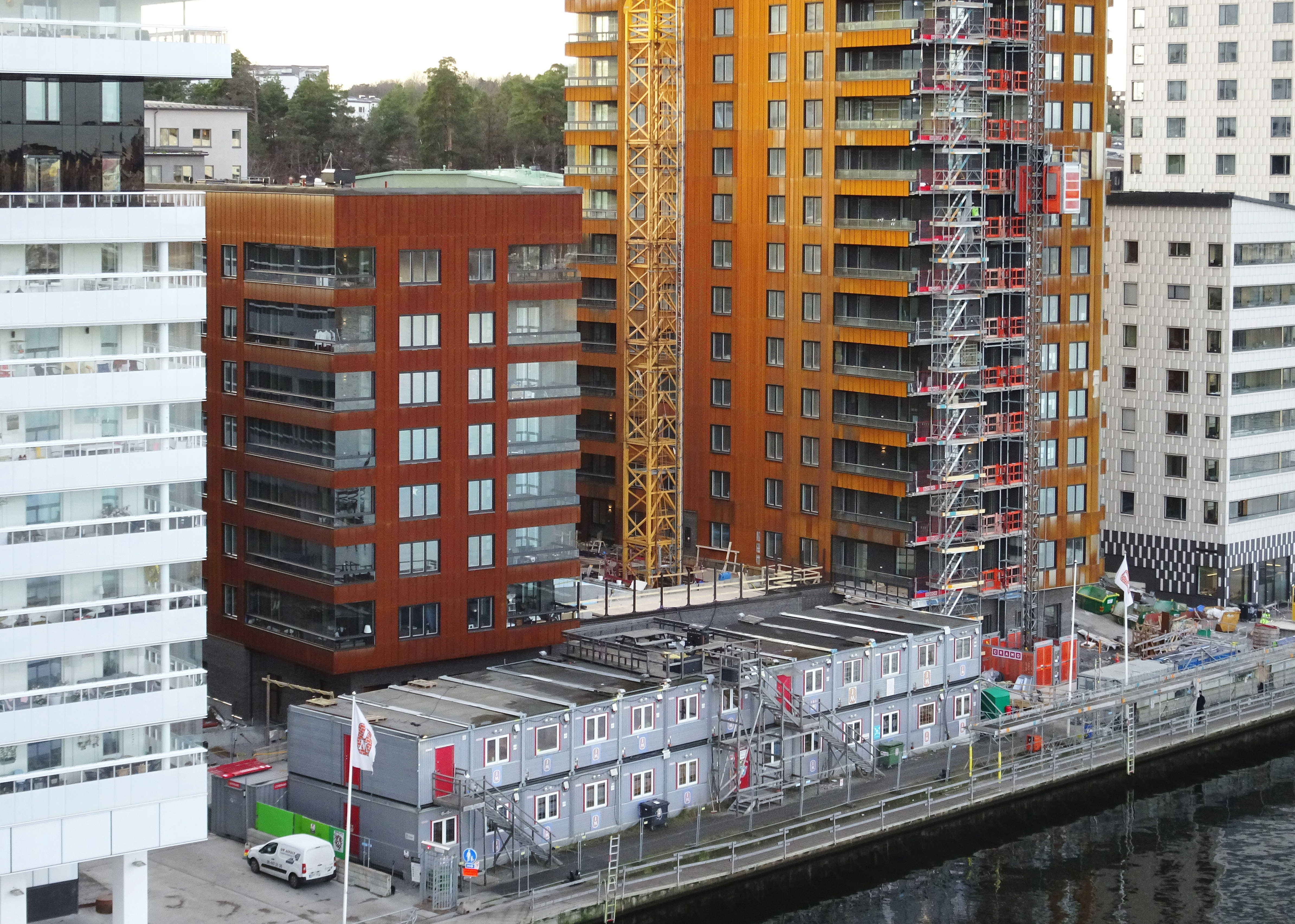
Byggarbeten en novembre 2021.
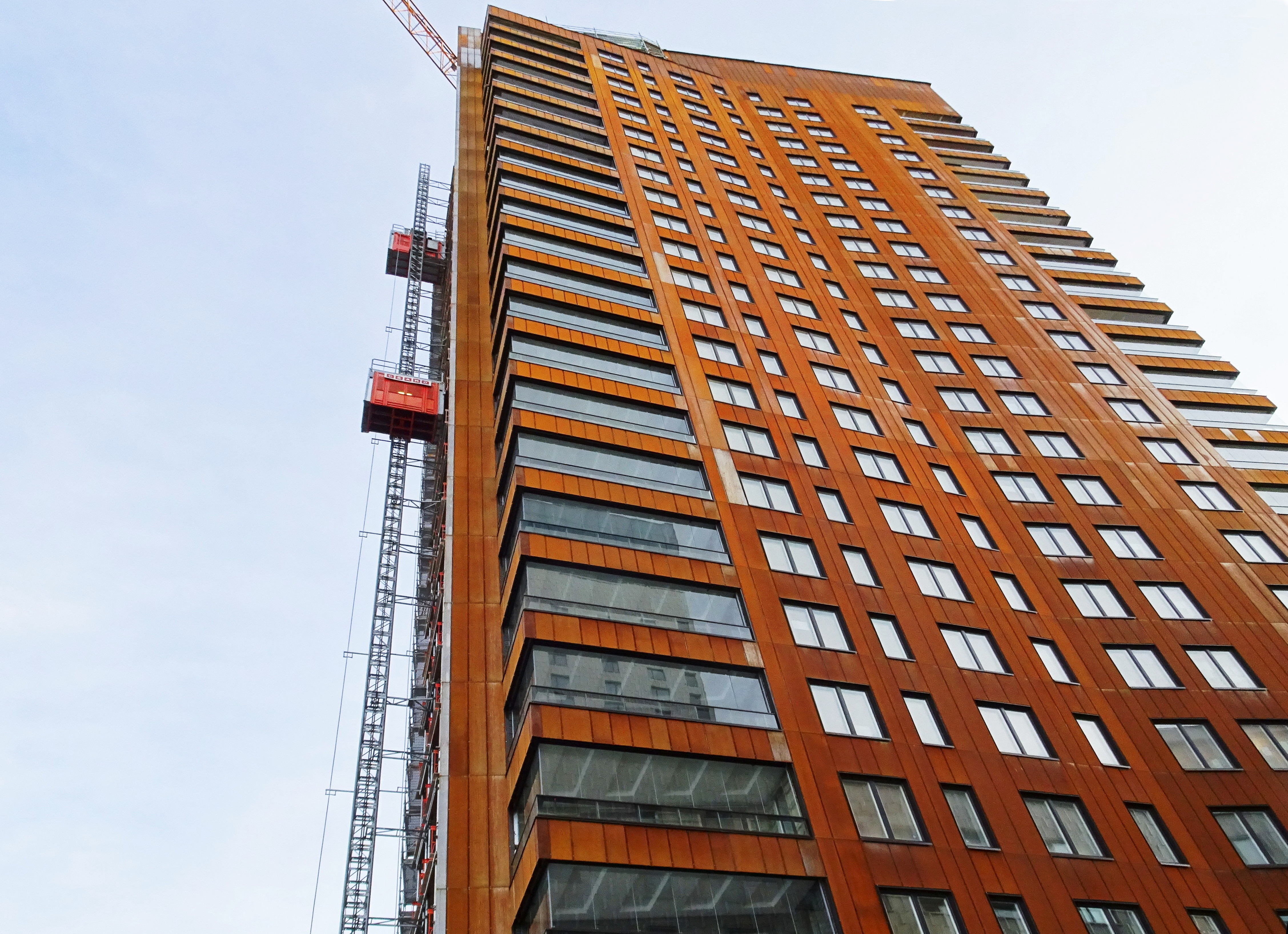
Bâtiment haut vu d'Önologgatan.
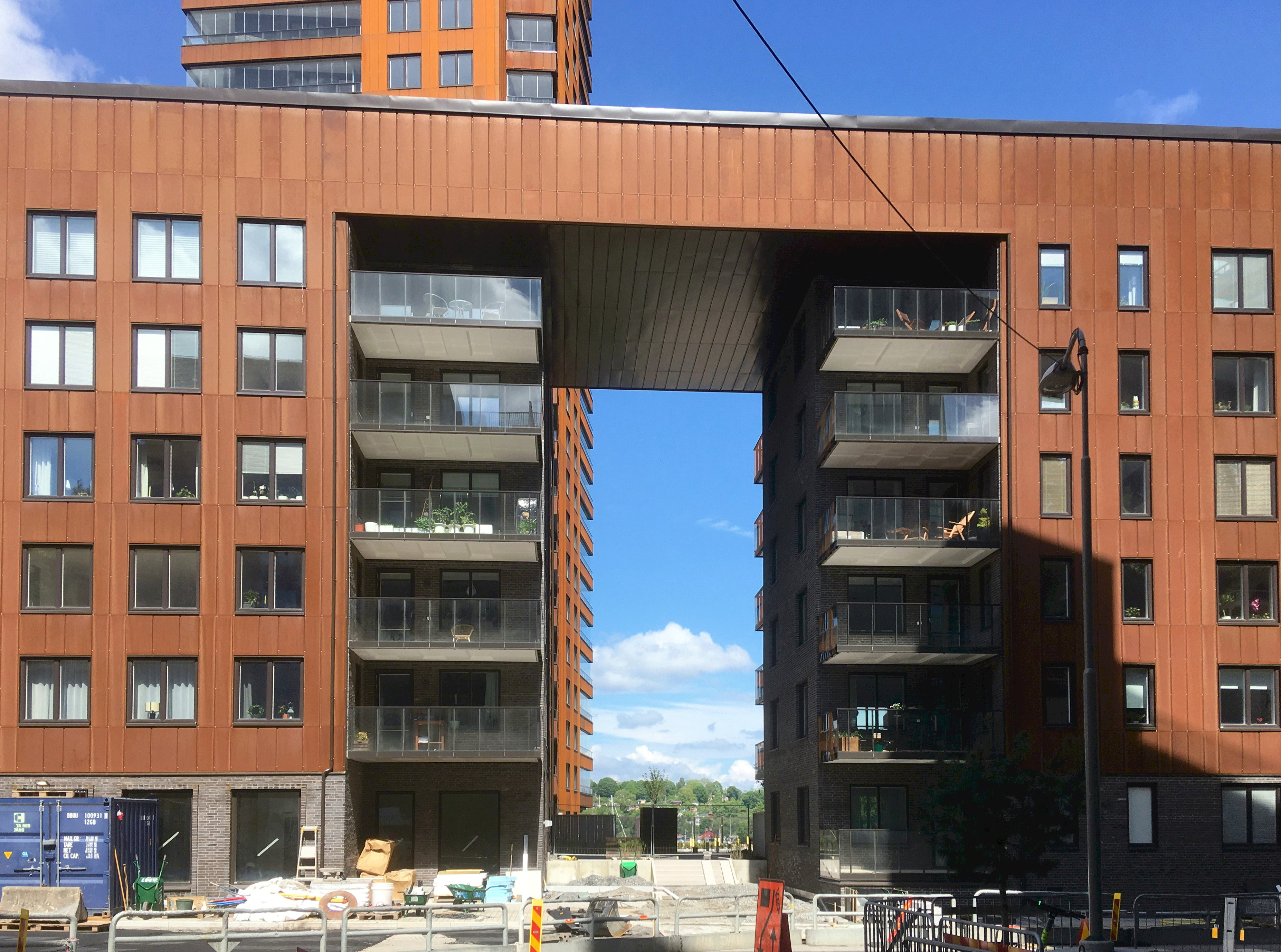
Bâtiment vu de Sjöviksvägen, juin 2022.
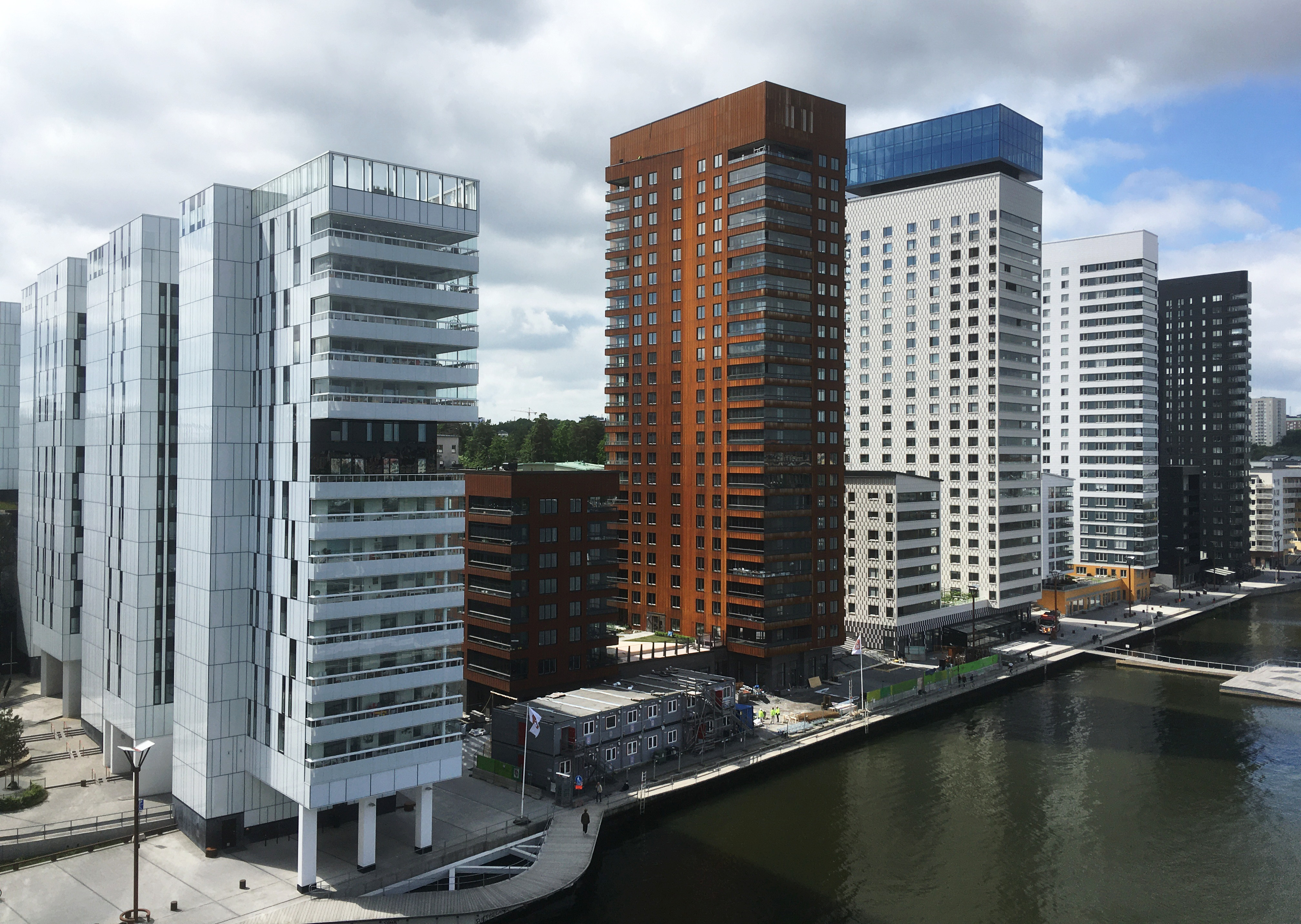
Vue des ponts d'Årsta, juin 2022.